# Charchigné
Charchigné är en kommun i departementet Mayenne i regionen Pays de la Loire i nordvästra Frankrike. Kommunen ligger i kantonen Le Horps som tillhör arrondissementet Mayenne. År 2022 hade Charchigné 455 invånare.

## Befolkningsutveckling
Antalet invånare i kommunen Charchigné
| Referens: INSEE |